# Robbrechtia milleri
Robbrechtia milleri är en måreväxtart som beskrevs av De Block. Robbrechtia milleri ingår i släktet Robbrechtia och familjen måreväxter.
Artens utbredningsområde är Madagaskar. Inga underarter finns listade i Catalogue of Life.